# Autostrada A13

Trazado de la A13.

La Autostrada A13 es una autopista italiana que conecta Bolonia con Padua, pasando por Ferrara y Rovigo. Tiene 113 km de longitud. Fue la primera autopista en la que se experimentó la señalización antiniebla.  
La autopista discurre completamente por la llanura padana y solo atraviesa dos regiones, la Emilia-Romaña y el Véneto. Las únicas altitudes significativas son las de las Colinas Euganeas, famosa zona termal con centro en la localidad de Abano Terme. A causa de las características morfológicas del terreno que atraviesa, es frecuente que en invierno se vea invadida por la niebla, que produce una visibilidad muy escasa.
El trazado tiene su origen en la carretera de circunvalación de Bolonia, que conecta también las autopistas A1 (Milán-Nápoles) y A14 (Bolonia-Tarento), y termina en Padua, en la intersección con la autopista A4 (Turín-Trieste).  
Su gestión corre a cargo de la empresa Autostrade per l'Italia.

## Curiosidades
- En las inmediaciones de los dos extremos del recorrido de la autopista se encuentran dos de los mayores interporti (término italiano que designa a un complejo de infraestructuras logísticas para el transporte de medios, su traducción literal sería "interpuertos") de Italia, los de Bolonia y Padua.
- Esta autopista fue elegida, junto con la A4 y la A14, para probar los nuevos sistemas de fotocontrol  a finales de 2005. En la actualidad cuenta con dos cámaras de fotocontrol, una entre los accesos de Occhiobello y Terme Euganee y la otra entre los accesos de Ferrara nord y Occhiobello.
- Cuenta con lo que en italiano se denomina un Raccordo Autostradale, esto es, un tramo de autopista que conecta un lugar importante que no dispone de autopista con la autopista más cercana. En este caso, conecta Ferrara con la localidad turística de Porto Garibaldi.